# Георги Попнаумов
Георги Димитров Попнаумов или Папнаумов е български духовник и просветен деец от Македония.

## Биография
Георги Попнаумов е роден в костурското село Бобища, тогава в Османската империя. През 1844 година е студент по медицина в Лайпцигския университет. Учи също в Загоричани и Костур, а през 1870-те година става свещеник и учител в Загоричани, в 1878 година в Бобища. След Илинденско-Преображенското въстание под натиска на владиката Герман Каравангелис се отказва от Екзархията заедно със Златко Каратанасов, Григорий Попнаумов, Константин и Никола Маркулов в Бобища и поп Георги в Мокрени. Заедно със Златко Каратанасов заминава за Атина, след което се установява в България, енорийски свещеник е в Здравец (или Подгорица).